# Château de la Hattaie
Le château de la Hattaie est situé à Guer en France.

## Localisation
Le château est situé sur le territoire de la commune de Guer, au lieu-dit la Hattaie, dans le département du Morbihan en région Bretagne.

## Description
Le château date du XIXe siècle. Édifice de plan régulier à un étage carré et un étage de comble, élévation à travées, construit en moellons sans chaîne en pierre de taille de schiste. Toiture à longs pans recouverte d'ardoises, croupe. Escalier dans-œuvre : escalier tournant à retours sans jour.

## Historique
Le logis et la chapelle sont contemporains, logis portant la date de 1686. Réemplois sans doute plus anciens du XVIe siècle dans les communs. Un  hostel  a préexisté au château actuel.
Le château est inscrit à l'inventaire général du patrimoine culturel.